# Église Saint-Pardoux de Laroquevieille
Pour les articles homonymes, voir église Saint-Pardoux.
L'église Saint-Pardoux est une église située en France sur la commune de Laroquevieille (Cantal), en région Auvergne-Rhône-Alpes.

## Historique
De l’église du XIIe siècle subsistent le chœur et le portail. La nef centrale et les chapelles latérales datent du XVe siècle. Au XIXe siècle, plusieurs transformations sont effectuées : construction d’une chapelle nord (1826), rehaussement du sol (1843), ouverture des chapelles latérales (vers 1850) et remplacement du clocher à peigne par un clocher carré.

### Protection
Le portail de l'église est inscrit au titre des monuments historiques par arrêté du 21 mars 1988.

## Description
Le chœur roman conserve une voûte en plein cintre, une abside en cul-de-four, des arcatures sur stylobates et un chevet semi-circulaire. Le portail présente des voussures sculptées avec une clé ornée d’une tête humaine et des traces de polychromie.